# Головырских, Леонид Владимирович
Леонид Владимирович Головырских (род. 14 января 1952, Свердловск) — советский и российский спортсмен, Кандидат в мастера спорта по лыжному двоеборью (1969) Заслуженный тренер РСФСР (1983).

## Биография
Родился 14 января 1952 года в Свердловске.
Имеет высшее физкультурное образование. Неоднократно принимал участие в различных чемпионатах СССР, РСФСР, зимних студенческих всесоюзных игр.
В течение многих лет работает тренером. За время своей деятельности на этом поприще подготовил целый ряд известных спортсменов, в их число входят мастера спорта, чемпионы и призёры чемпионатов России, мира, первенств мира С. Шориков, А. Коношенко, П. Шилков, С. Швагирев, А. Антропов, чемпион СССР 1983 года А. Коношенко; одним из самых выдающихся его учеников является мастер спорта международного класса, призёр чемпионата мира и участник Зимних Олимпийских игр 1998 года Д. Синицына. Работал со сборной СССР в 1980-х годах.
В 1998 году Леонид Владимирович был удостоен нагрудного знака «За заслуги в развитии физической культуры и спорта».
Ныне является тренером-преподавателем по лыжному двоеборью в Школе высшего спортивного мастерства в городе Екатеринбург. Также занимает пост директора физкультурно-спортивного лыжного клуба «Динамо» в Екатеринбурге.